# Абдуллах, Фарах Зейнеп
Фара́х Зейне́п Абдулла́х (тур. Farah Zeynep Abdullah; р. 17 августа 1989, Стамбул) — турецкая актриса.

## Биография
Фарах родилась 17 августа 1989 года в Стамбуле, с арабского языка её имя переводится как «счастье», отец Фарах, Оман Абдуллах, иракский туркмен, мать Гюлай Абдуллах, домохозяйка турецкого происхождения. Фарах училась во французском лицее «Сен-Мишель» в Стамбуле, а среднюю школу она окончила в Великобритании, свободно владеет французским и английским языками. В школьные годы Фарах участвовала в различных школьных театральных постановках и за участие на одной из них получила награду «Лучшая актриса школы». Окончила Кентский университет.

## Карьера
В кино Фарах начала сниматься с 2010 года. Первым из проектов стал сериал «Бесценное время», где Фарах на протяжении трёх лет исполняла роль Айлин Акарсу.  
Следующей значимой ролью стала роль Медихи в фильме «Сон бабочки».  
В 2014 году Фарах получила роль русской аристократки Шуры в сериале «Курт Сеит и Александра», где её партнёром стал известный актёр Кыванч Татлытуг. Роль Александры принесла Фарах известность в России. Затем последовали роли в сериале «Шепни, если забуду» и в фильме «Маленькая проблема Эйлюль». 
Весной 2015 года Фарах озвучила роль Азры в мультфильме «Барби, принцесса и рокзвезда», а также исполнила песню к нему.  
В июне 2016 года Фарах снялась в фильме Йылмаза Эрдогана «Кислые яблоки» в роли Муаззез.  
В августе 2016 года стало известно, что Фарах получила роль во 2 сезоне сериала «Великолепный век. Империя Кёсем». В начале говорилось, что актриса сыграет хасеки-султан Мурада IV Айше-султан, однако потом появилась информация, что Фарах сыграет венгерскую принцессу Фарью Бетлен. 
За роли в таких проектах как «Бесценное время», «Сон бабочки», «Шепни, если забуду» Фарах имеет больше 14 наград. 
В 2018 году Фарах Зейнеп Абдуллах сыграла главную роль в сериале «Гюлизар». 
В свободное от съёмок время Фарах занимается вокалом.

## Личная жизнь
С середины 2013 года Фарах встречалась с Гёкханом Тирьяки. В декабре 2016 они расстались. 
С января 2017 года Фарах начала встречаться с партнёром по сериалу «Великолепный век. Империя Кёсем» Джанером Джиндоруком, с которым в том же году и рассталась.

## Фильмография
| Год       |     | Русское название                | Оригинальное название   | Роль                            |
| --------- | --- | ------------------------------- | ----------------------- | ------------------------------- |
| 2010—2012 | с   | Бесценное время                 | Öyle Bir Geçer Zaman ki | Айлин Акарсу                    |
| 2012      | ф   | Сон бабочки                     | Kelebeğin Rüyası        | Медиха Сессиз                   |
| 2013      | ф   | Маленькая проблема Эйлюль       | Bi Küçük Eylül Meselesi | Эйлюль                          |
| 2014      | с   | Курт Сеит и Александра          | Kurt Seyit ve Şura      | Александра Юлиановна Верженская |
| 2014      | ф   | Шепни, если забуду              | Unutursam Fısılda       | Хатидже Айпери                  |
| 2014      | кор | Сто минус пять равно Джахиде    | 100-5=Cahide            | Джахиде Сонку                   |
| 2016      | ф   | Кислые яблоки                   | Ekşi Elmalar            | Муаззез Озай                    |
| 2016—2017 | с   | Великолепный век. Империя Кёсем | Muhtesem Yuzyil - Kosem | Фарья Бетлен                    |
| 2017      | ф   | Ариф и 216                      | Arif v 216              | Аджа Пеккан                     |
| 2018      | с   | Гюлизар                         | Gülizar                 | Гюлизар Сепетчи                 |
| 2018      | ф   | Чемпион                         | Bizim İçin Şampiyon     | Бегюм Атман                     |
| 2020—2021 | с   | Квартира невинных               | Masumlar apartmanı      | Инджи                           |
| 2022      | с   | Берген                          | Bergen                  | Берген (Бельгин Сарылмышер)     |
| 2023      | ф   | Бихтер                          | Bihter                  | Бихтер Зиягиль                  |
| 2023      | с   | Клюквенный шербет               | Kızılcık şerbeti        | Дильруба                        |